# Low Winter Sun (série télévisée, 2013)
Pour les articles homonymes, voir Low Winter Sun.
Low Winter Sun est une série télévisée américaine en dix épisodes de 42 minutes, créée par Chris Mundy et diffusée entre le 11 août 2013 et le 9 octobre 2013 sur AMC. Elle est adaptée de la mini-série britannique homonyme, diffusée en 2006 sur Channel 4, et où Mark Strong occupait déjà le rôle principal.
En France, elle a été diffusée à partir du 22 février 2014 sur OCS City puis rediffusée en septembre 2015 sur France Ô et sur Action dès le 5 novembre 2016. Néanmoins, elle reste inédite dans les autres pays francophones.

## Distribution

### Acteurs principaux
- Mark Strong (VF : Éric Herson-Macarel) : Frank Agnew
- Lennie James (VF : Thierry Desroses) : Joe Geddes
- James Ransone (VF : Taric Mehani) : Damon Callis
- Ruben Santiago-Hudson (VF : Mathieu Buscatto) : Charles Dawson
- Sprague Grayden (VF : Olivia Dutron) : Maya Callis
- Athena Karkanis (VF : Monika Lawinska) : Dani Kahlil
- Billy Lush (en) (VF : Laurent Larcher) : Nick Paflas
- David Costabile (VF : Gérard Darier) : Simon Boyd

### Acteurs récurrents
- Erika Alexander (VF : Isabelle Perilhou) : Louise « LC » Cullen
- Joseph Kathrein (VF : Nicolas Djermag) : Steven
- Alon Abutbul (VF : Georges Caudron) : Alexander Skelos
- Kimberly J. Brown (VF : Marie Giraudon) : Shana Taylor
- Mickey Sumner (VF : Karine Texier) : Katia
- James Harvey Ward (en) : (VF : Jean-Baptiste Marcenac) : Michael
- James Martinez (VF : Philippe Roullier) : John Hernandez
- Michael McGrady (en) (VF : Jérôme Keen) : Brendan McCann
- L. Scott Caldwell (VF : Annie Balestra) : Violet Geddes
- Kamal Angelo Bolden (VF : Laurent Larcher) : Trey Jackson
- Ryan Destiny (VF : Caroline Combes) : April Geddes
- Trevor Long (en) (VF : Frédéric Popovic) : Sean Foster
- Sherman Augustus (VF : Sidney Kotto) : Tim Curtright

Version française
- Société de doublage : Studio Belleville[3]
- Direction artistique : Monika Lawinska[3]
- Adaptation des dialogues : Marc Séclin, Jessica Bluthe et Thibault Longuet[3]

Source VF : Doublage Séries Database

## Développement

### Production
Le projet a débuté en octobre 2011 et AMC a commandé le pilote en mai 2012.
Après le casting et la production du pilote, AMC a commandé la série de 10 épisodes en décembre 2012.
Le 6 décembre 2013, AMC a annulé la série.

### Casting
Les rôles ont été attribués dans cet ordre : Mark Strong et James Ransone, Ruben Santiago-Hudson et Athena Karkanis, Lennie James, Sprague Grayden et David Costabile et Erika Alexander.

## Épisodes
1. Le Pacte (Pilot)
2. L'Erreur (The Goat Rodeo)
3. Les Chiens de chasse (No Rounds)
4. L'Escale (Catacombs)
5. Le gâteau arrive (Cake on the Way)
6. Le sacrifice (The Way Things Are)
7. La meute approche (There Was a Girl)
8. L'étau (Revelations)
9. La fuite (Ann Arbor)
10. Délivrance (Surrender)